# Надка Голчева
Надка Голчева (12 березня 1952) — болгарська баскетболістка.
Срібна призерка Олімпійських ігор 1980 року.
Бронзова призерка Олімпійських ігор 1976 року.
Срібна призерка Чемпіонату Європи 1972, 1983 років, бронзова призерка 1976 року.